# José Aguirre (futbolista)
José Aguirre (Guayaquil, Provincia del Guayas, Ecuador, 5 de enero de 1983) es un exfutbolista ecuatoriano. Jugaba de lateral izquierdo. Ha actuado para la selección de fútbol de Ecuador.

## Trayectoria
José Aguirre nació como futbolista en el Rocafuerte FC. En el 2000 pasó al Emelec donde comenzó a jugar en las Categorías Sub-18 y 20. Primero empezó como volante pero poco a poco se quedó con el puesto de lateral izquierdo, logrando debutar el 13 de febrero en la Copa Libertadores 2001 frente al Olimpia en el Estadio George Capwell. Esa temporada salió campeón nacional. Fue también seleccionado ecuatoriano juvenil Sub-20. 
Ha sido convocado por la Selección ecuatoriana en algunas ocasiones, pero su debut fue en el 2006, cuando lo llamó el director técnico de ese entonces, Luis Fernando Suárez.
Luego de estar diez años en Emelec, al finalizar su contrato en diciembre del 2009, arregló con el Deportivo Quito por dos años.
Luego que en Deportivo Quito donde no tuvo mayor suceso por lesiones y falta de oportunidades; tras varios días de negociaciones con la dirigencia riobambeña, el 'Flaco' finalmente llegó a un acuerdo para vestir la camiseta del 'Ciclón' por el lapso de un año, según estipula el contrato firmado.

## Selección nacional
Ha sido internacional con la Selección de fútbol de Ecuador en 4 ocasiones. Debutó el 6 de septiembre de 2006 en un partido amistoso ante Perú en Nueva Jersey que terminó empatado 1-1.

## Clubes
| Club               | País    | Año       |
| ------------------ | ------- | --------- |
| Emelec             | Ecuador | 2000-2009 |
| Deportivo Quito    | Ecuador | 2010      |
| CD Olmedo          | Ecuador | 2011      |
| Liga de Loja       | Ecuador | 2012      |
| Liga de Portoviejo | Ecuador | 2014      |

## Palmarés

### Campeonatos nacionales
| Título             | Club   | País    | Año  |
| ------------------ | ------ | ------- | ---- |
| Serie A de Ecuador | Emelec | Ecuador | 2001 |
| Serie A de Ecuador | Emelec | Ecuador | 2002 |